# Włodzimierz Haninczak
Włodzimierz Fryderyk Haninczak (ur. 1883, zm. wiosną 1940 w Charkowie) – polski doktor praw, sędzia, ofiara zbrodni katyńskiej.

## Życiorys
Syn Józefa, inspektora kolei państwowych we Lwowie. Kształcił się w klasie wiolonczeli w konserwatorium galicyjskiego towarzystwa muzycznego. Ukończył studia prawnicze. Uzyskał stopień doktora praw. Pracował jako naczelnik sądu powiatowego w Mikołajowie. Postanowieniem Ministra Sprawiedliwości z dnia 16 czerwca 1921 został przeniesiony na stanowisko naczelnika sądu powiatowego w Drohobyczu, w tym pełnił funkcję komisarza ugodowego.
Sprawował funkcję wiceprezesa Sądu Okręgowego w Stanisławowie, po czym 11 kwietnia 1929 został mianowany prezesem Sądu Okręgowego w Przemyślu, zastępując Antoniego Wileckiego. Pełnił ten urząd w kolejnych latach. W tym czasie należał do związku urzędników, sądowych, prokuratorskich i komorników. Następnie w latach 30. został prezesem Sądu Okręgowego we Lwowie. Piastując to stanowisko pod koniec lipca 1935 został przewodniczącym kolegium wyborczego na województwo lwowskie przed wyborami parlamentarnymi 1935, a we wrześniu 1935 przewodniczył zgromadzeniu elektorów, wybierającego senatorów IV kadencji kadencji z województwa lwowskiego. Później był wiceprezesem Sądu Okręgowego we Lwowie.
Po wybuchu II wojny światowej, kampanii wrześniowej i agresji ZSRR na Polskę z 17 września 1939 w nieznanych okolicznościach został aresztowany jako cywil przez funkcjonariuszy NKWD. Był osadzony w obozie w Starobielsku. Wiosną 1940 został zamordowany przez funkcjonariuszy NKWD w Charkowie i pogrzebany potajemnie w bezimiennej mogile zbiorowej w Piatichatkach, gdzie od 17 czerwca 2000 mieści się oficjalnie Cmentarz Ofiar Totalitaryzmu w Charkowie. Figuruje na liście Gajdideja pod poz. 929.
Jego żoną była Zofia z Flachów, po pierwszym mężu Połuszyńska.

## Ordery i odznaczenia
- Krzyż Komandorski Orderu Odrodzenia Polski (9 listopada 1931)[20]
- Krzyż Oficerski Orderu Odrodzenia Polski (31 grudnia 1923)[21]
- Złoty Krzyż Zasługi (30 czerwca 1939)[22]